# Земляника (альбом)
«Земляника» — альбом Александра Непомнящего, записанный в 1999 году. Впервые выпущен cтудией "Колокол" в 1999 году. Переиздан в 2019 году лейблом Bull Terrier Records и в 2020 году издательством Выргород на CD, однако ещё в 2000-х неофициально распространялся на CD-R.

## История создания
С санскрита Суздаль переводится как Земляника. И, если подумать, то мы ведь в самом центре мира живем. И каждый ответственен за всё. А хипповство... мне очень близка эта форма существования и выражения мысли.Александр Непомнящий
Альбом был записан в 1999 году. В то время Александр Непомнящий начал существенно менять своё мировоззрение, разочаровался в российской политике и в деятельности Национал-большевистской партии. Непомнящий стал активно изучать философию, религии и мифологии разных народов, поэтому в песнях прослеживается множество отсылок к различным авторам: Александру Дугину, Эзре Паунду, Фридриху Ницше, Мигелю Сиррано, Фёдорову Достоевскому. Также Непомнящий добавил множество отсылок к религии, так например, начинает альбом песня Шива, названная в честь одноимённого божества индуизма.

## Список композиций
Слова и музыка всех песен — Александра Непомнящего.
| №   | Название                    | Длительность |
| --- | --------------------------- | ------------ |
| 1.  | «Шива (Про кузнеца Вакулу)» |              |
| 2.  | «Масленица»                 |              |
| 3.  | «Отрепевская»               |              |
| 4.  | «Ренессанс (кирпич)»        |              |
| 5.  | «Сквозь каменное небо»      |              |
| 6.  | «Огонь»                     |              |
| 7.  | «Крыжовник»                 |              |
| 8.  | «Будущего нет»              |              |
| 9.  | «Иголка»                    |              |
| 10. | «Господин-оформитель»       |              |
| 11. | «Чандала»                   |              |
| 12. | «Колыбельная»               |              |
| 13. | «Имя»                       |              |
| 14. | «Земляничные поляны»        |              |
| 15. | «Контркультурный блюз»      |              |
| 16. | «Поражение»                 |              |
| 17. | «От греха»                  |              |
| 18. | «Автостопная №2 (Цветочек)» |              |
| 19. | «Оскольская»                |              |
| 20. | «Посевная»                  |              |

21. «Земляника»

## О записи

### Bull Terrier Records[3]
Музыка, слова, гитара, голос — Александр Непомнящий.
Запись — Алексей Вертоградов, 1999.
Дизайн: В. Джалаев, А. Щербак

### Выргород[4]
Музыка, слова, гитара, голос — Александр Непомнящий.
Запись — Алексей Вертоградов, 1999.
Реставрация — Аркадий Голубков, 2019.
Дизайн, фото — Надежда Стахурская.
Фото — Александр Ретунский, Юрий Добрев.